# Ataköy Arena
De Ataköy Arena is een sporthal in de wijk Bakırköy in Istanbul. Het bevindt zich in de directe nabijheid van de multifunctionele hal Sinan Erdem Dome, die in 2009 werd geopend. Het is een overdekte sportarena voor voornamelijk atletiekwedstrijden.
De sporthal werd speciaal gebouwd voor het Wereldkampioenschappen indooratletiek 2012, dat van 9 tot en met 11 maart werden gehouden. De arena was de eerste indooratletieklocatie van Turkije. Omdat het stadion dicht bij de Sinan Erdem Dome lag, vonden daar de trainingssessies plaats.
Het gebouw is 125 meter lang, 87 meter breed en 27 meter hoog en er bestaat een oppervlakte van 10.875 vierkante meter. De arena beschikt over een atletiekbaan met zes banen en een lengte van 200 meter. Er is ook een baan met acht banen op het middenterrein voor de 60 meter sprint. Daarnaast zijn er faciliteiten beschikbaar voor het kogelstoten, hoogspringen, polsstokhoogspringen, verspringen en hink-stap-springen.
Er is een totale zitcapaciteit van 7.450, bestaande uit 5.040 toeschouwersstoelen, 590 VIP-stoelen, 206 VVIP-stoelen, 141 stoelen met tafels voor tv-commentatoren, 230 stoelen met tafels voor pers en 144 stoelen met bureaus voor fotoredacteuren en pers. Daarnaast zijn er 560 stoelen voor teamtribunes en 60 stoelen voor coaches.
De atletiekhal Ataköy is te bereiken via M1A Yenikapı - luchthaven Atatürk, de Marmaray- en Metrobüs-lijn van de metro van Istanbul. Bovendien passeren ook de lijnen 73Y Kuyumcukent - Yesilköy - Akvaryum en MR20 Yenibosna Metro - Kazlıçesme.
In het bod dat Turkije deed om de Olympische Zomerspelen 2020 binnen te halen, werd de accomodatie besproken voor het taekwondo of judo. Echter mislukte dit bod.
Na het organiseren van het wereldkampioenschappen indooratletiek 2012 traden er verschillende artisten op, zoals Sensation, Jennifer Lopez en Sting. Negen jaar na het WK werd het Europese kampioenschappen indooratletiek 2023 hier georganiseerd.

## Lijst van gehouden evenementen
- 2012: Wereldkampioenschappen indooratletiek
- 2012: Sensation
- 2012: Jennifer Lopez
- 2012: Sting
- 2023: Europese kampioenschappen indooratletiek